# Gérard Quintyn
Gérard Quintyn (Choisy-le-Roi, Val-de-Marne, 2 de gener de 1947) va ser un ciclista francès que va córrer com amateur. Es dedicà al ciclisme en pista, aconseguint dues medalles de bronze als 
Campionats del món de 1970. Va participar en els Jocs Olímpics de 1972.